# Ledeburie

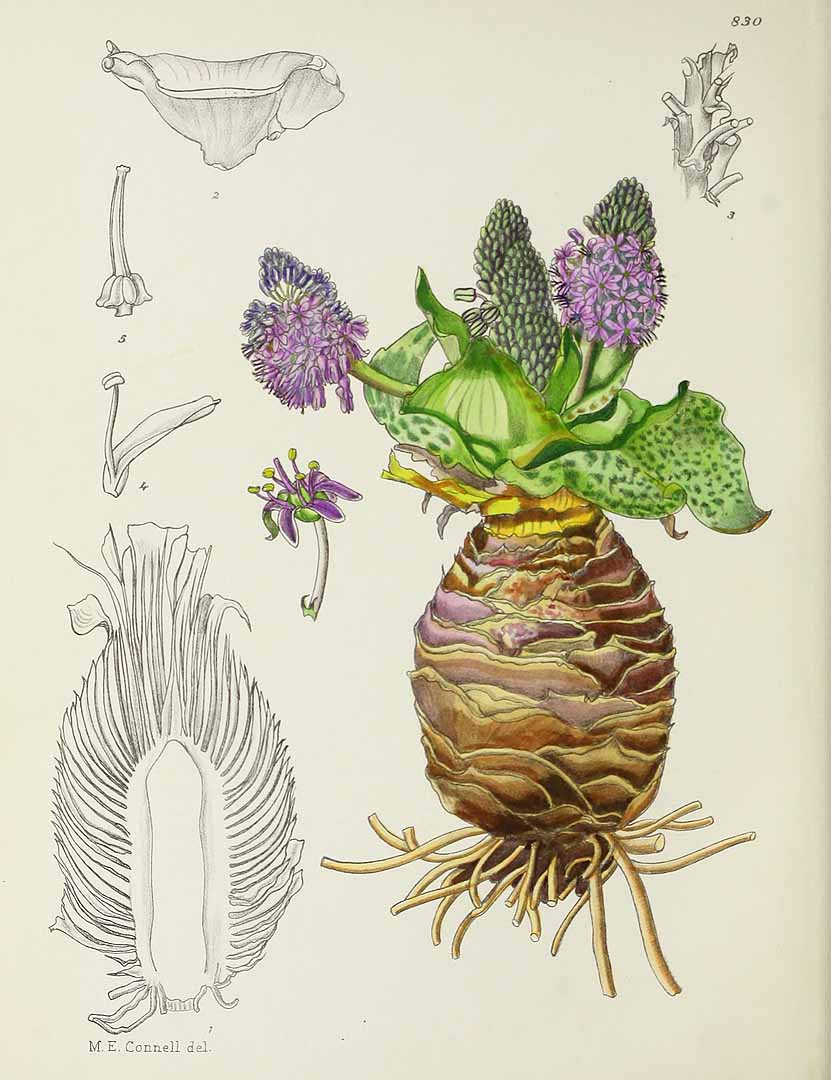
Ilustrace Ledebouria ovatifolia

Ledeburie (Ledebouria) je rod rostlin z čeledi chřestovité. Jsou to hlíznaté byliny s dužnatými nebo kožovitými listy a drobnými květy v hroznovitých květenstvích. Plodem je tobolka. Rod zahrnuje asi 60 druhů a je rozšířen v subsaharské Africe a okrajově i v Arábii, Indii a na Madagaskaru. Nejvíce druhů roste ve východních oblastech Jihoafrické republiky.
Druh Ledebouria socialis je pěstován jako nenáročná sukulentní pokojová rostlina. Některé druhy mají význam v africké či indické domorodé medicíně. Některé druhy jsou jedovaté.

## Popis
Ledeburie jsou sezónně zatahující nebo stálezelené byliny s podzemní nebo řidčeji nadzemní hlízou. Hlíza je kulovitá až válcovitá, o průměru 1 až 20 cm. Listů je 1 až 20, jsou vzpřímené nebo přitisklé k zemi, dužnaté nebo kožovité, zelené nebo purpurové, někdy s purpurovou nebo zelenou kresbou.
Květy jsou zelené, purpurové nebo růžové, kolovité či zvonkovité, uspořádané v řídkokvětých až bohatých, řídkých až hustých, válcovitých až kulovitých hroznech. Okvětní lístky bývají ve spodní části vzpřímené a v horní rozestálé, většinou na bázi srostlé, čárkovité až podlouhlé.
Tyčinky jsou obvykle volné, vyčnívající nebo nevyčnívající z květů.
Semeník je vejcovitý až kuželovitý, se 3 komůrkami obsahujícími většinou po 2 vajíčkách.
Plodem je kulovitá, obvejcovitá nebo kyjovitá, trojlaločná tobolka. Plod je složen ze 3 komůrek, v nichž je po 2 semenech.

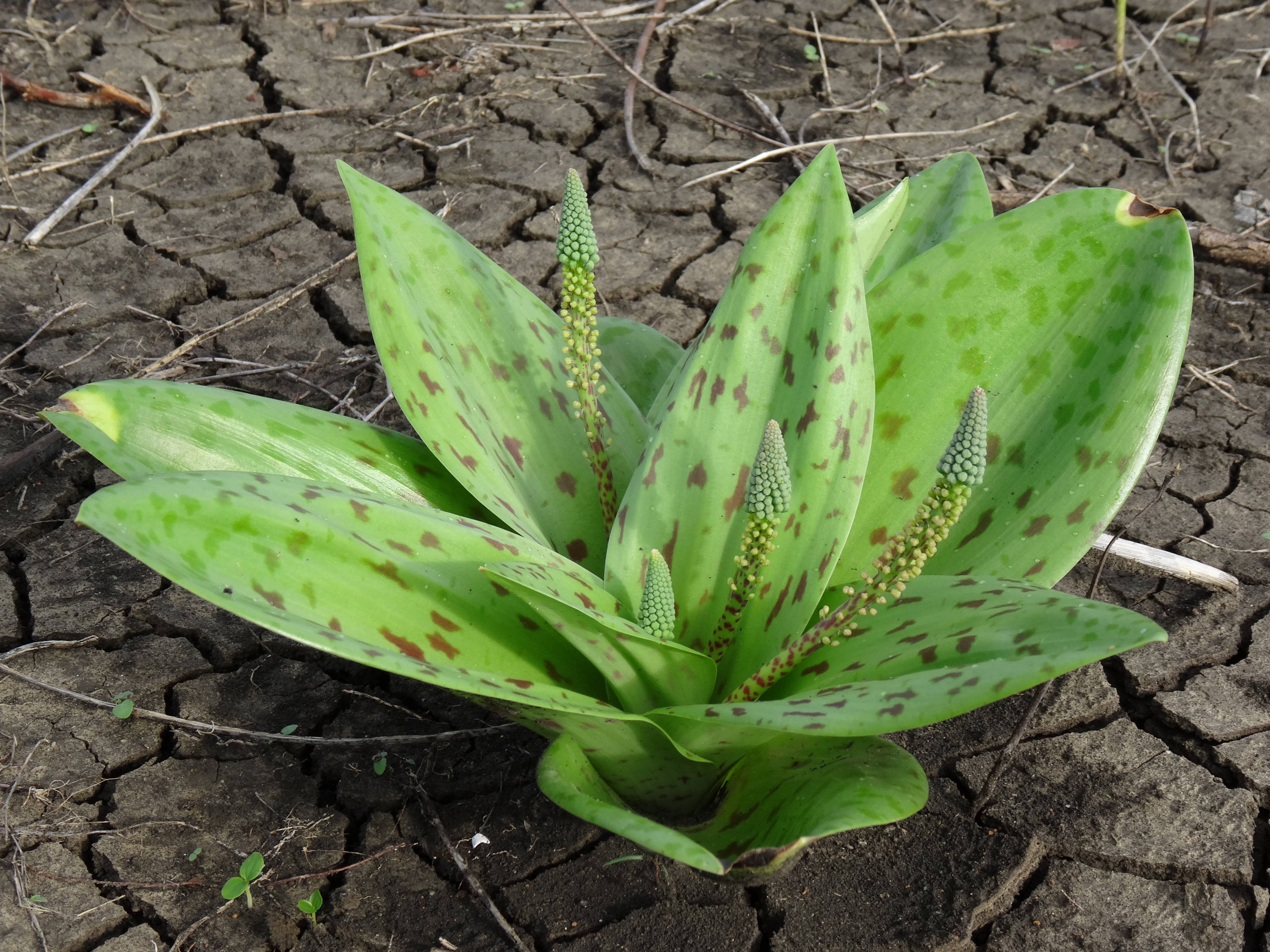
Nakvétající Ledebouria ovatifolia
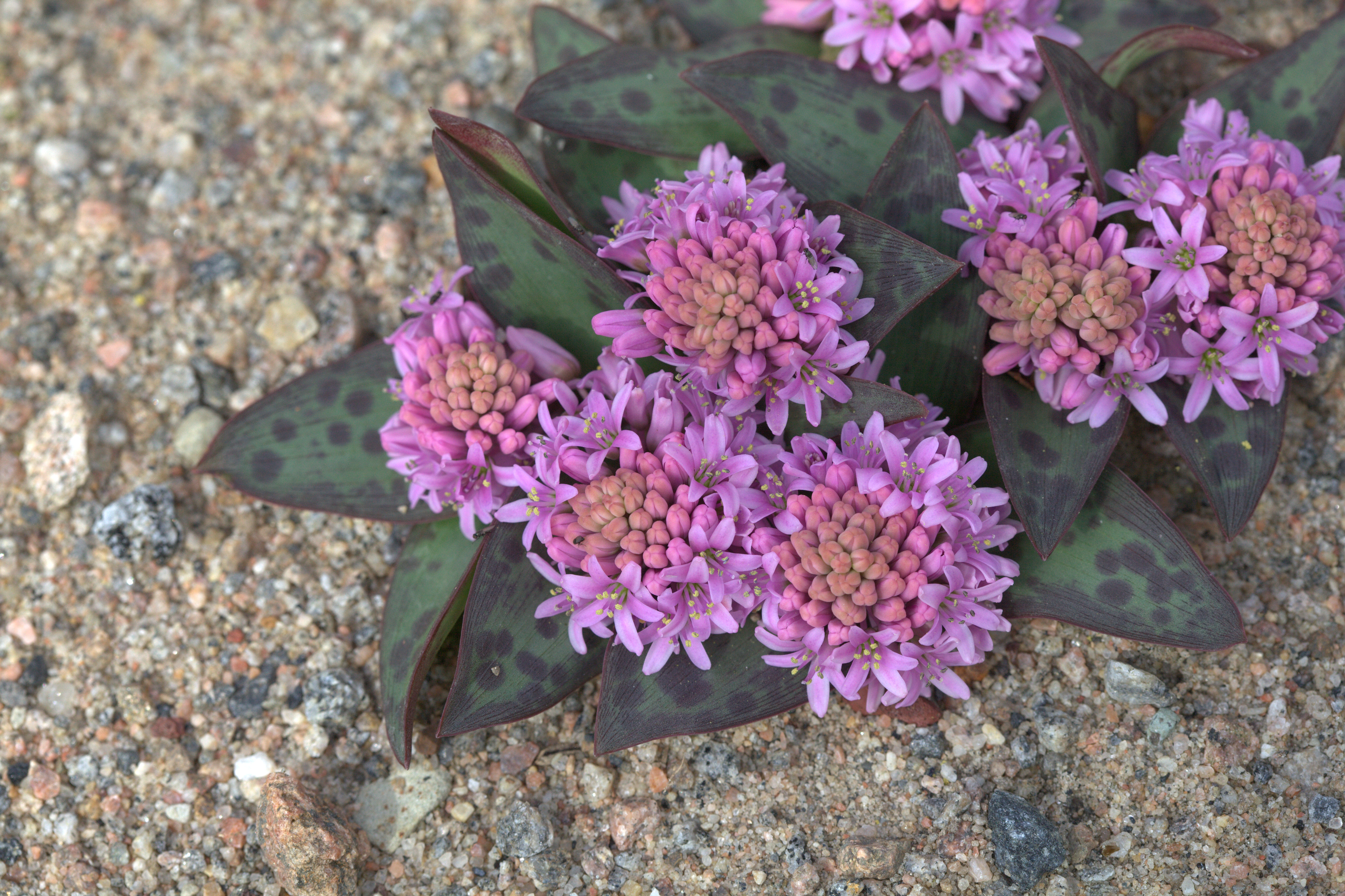
Kvetoucí Ledebouria ovatifolia
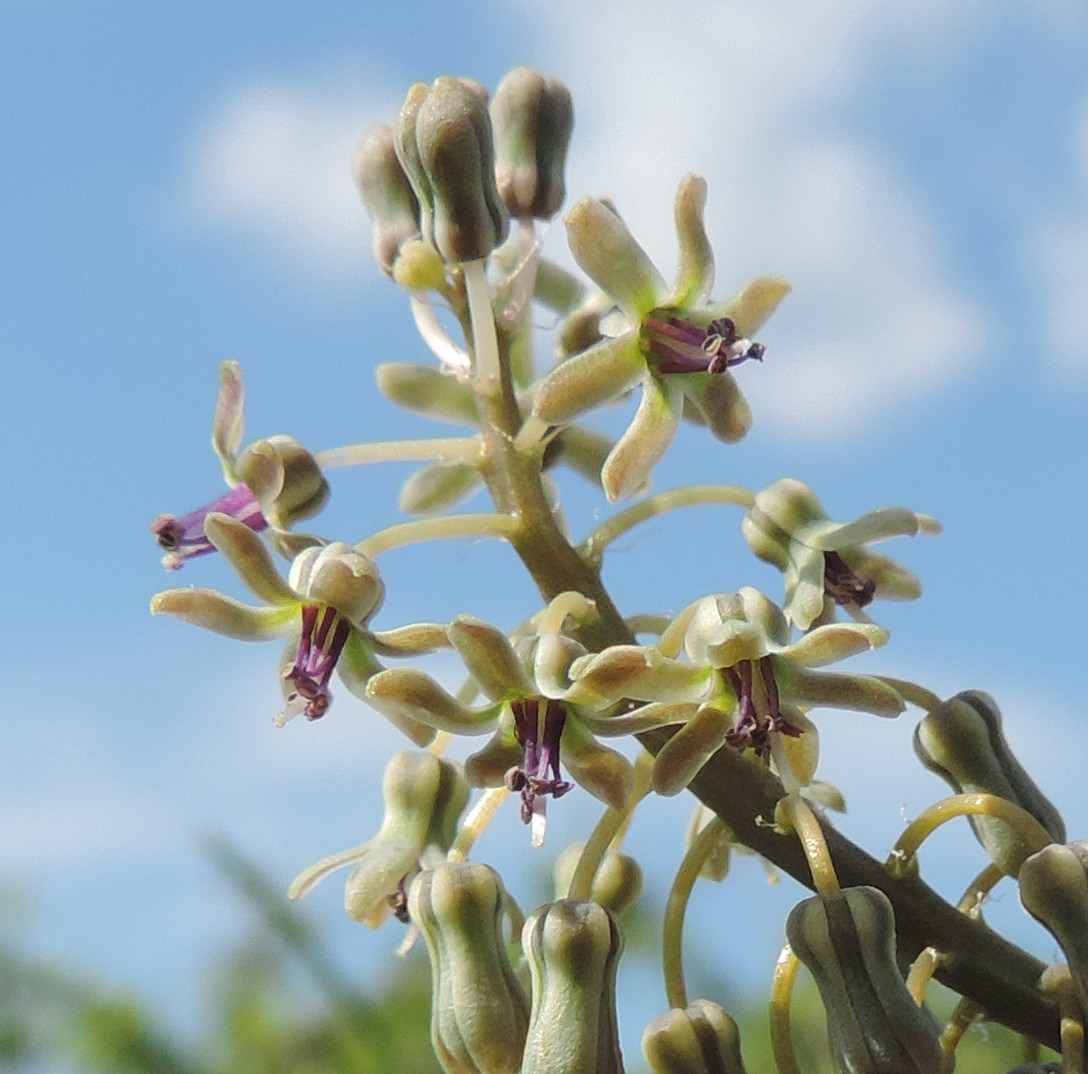
Květenství Ledebouria inquinata
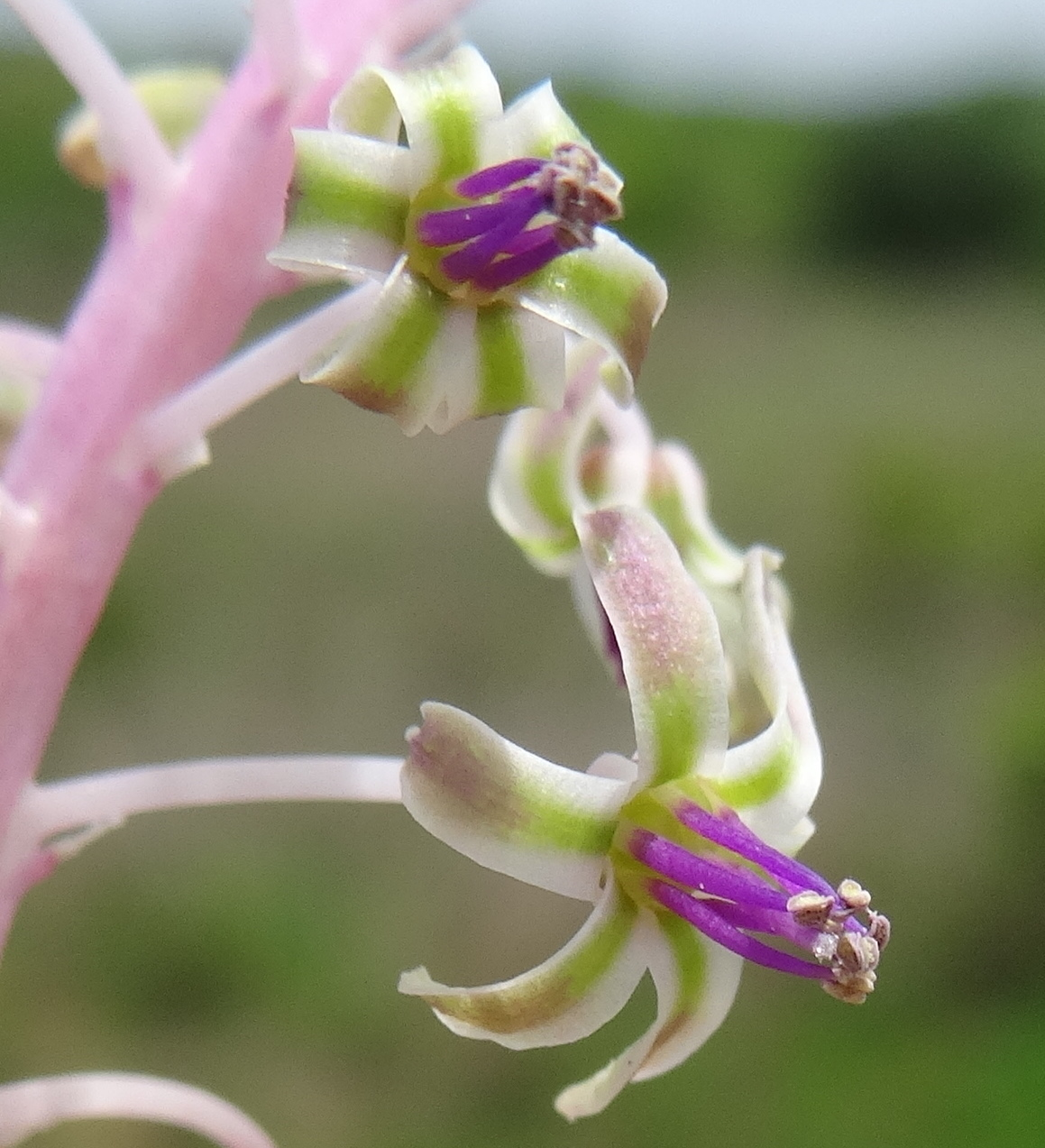
Detail květů ledeburie z Mosambiku

## Rozšíření
Rod zahrnuje asi 61 druhů. Je rozšířen převážně v subsaharské Africe, jeden nebo dva druhy rostou i v Indii,na severu Madagaskaru a jihu Arabského poloostrova.
Centrum druhové diverzity je ve východních a severovýchodních oblastech Jihoafrické republiky v provinciích Limpopo,
Mpumalanga a KwaZulu-Natal. Z Jihoafrické republiky je udáváno 39 druhů.
Většina druhů roste v subtropických oblastech s letními dešti, pouze několik druhů pochází z oblastí se zimními dešti. Vyskytují se zejména na savanách a jiných travnatých oblastech s periodickým obdobím sucha.

## Ekologické interakce
O opylování květů ledeburií je známo jen málo. Navštěvuje je různý hmyz, za hlavní opylovače jsou považovány včely. Semena jsou rozplavována dešťovou vodou. Některé druhy mají unikátní přizpůsobení na ochranu před býložravci. Druh Ledebouria viscosa má lepkavé listy, na něž se lepí písek a činí je tak málo nápadnými. Ledebouria marginata má v listech četná tuhá vlákna, která je činí obtížně poživatelné. Také častá skvrnitost listů je považována za kamufláž proti býložravému hmyzu. Hlízy některých druhů poskytují potravu dikobrazům.

## Jedovatost
Některé druhy ledeburií jsou jedovaté. Patří mezi ně i pěstovaná Ledebouria socialis, která je toxická pro lidi i domácí zvířata.

## Taxonomie
Rod Ledebouria je v rámci čeledi Asparagaceae řazen do podčeledi Scilloideae, tribu Hyacintheae a podtribu Massoniinae.
V minulosti byl rod Ledebouria spojován s rodem Scilla. Výsledky fylogenetických studií však toto taxonomické pojetí nepotvrdily, neboť rod Scilla se nachází v jiné vývojové větvi tribu Hyacintheae a je proto v současnosti dokonce řazen do jiného podtribu (Hyacinthinae). Zároveň se ukázalo, že rod Ledebouria je v současném pojetí parafyletický.
Mezi blízce příbuzné rody náleží Drimiopsis (14 druhů v subsaharské Africe), Resnova (6 druhů v Jižní Africe) a Schizocarphus (1 druh v jižních oblastech Afriky).

## Význam

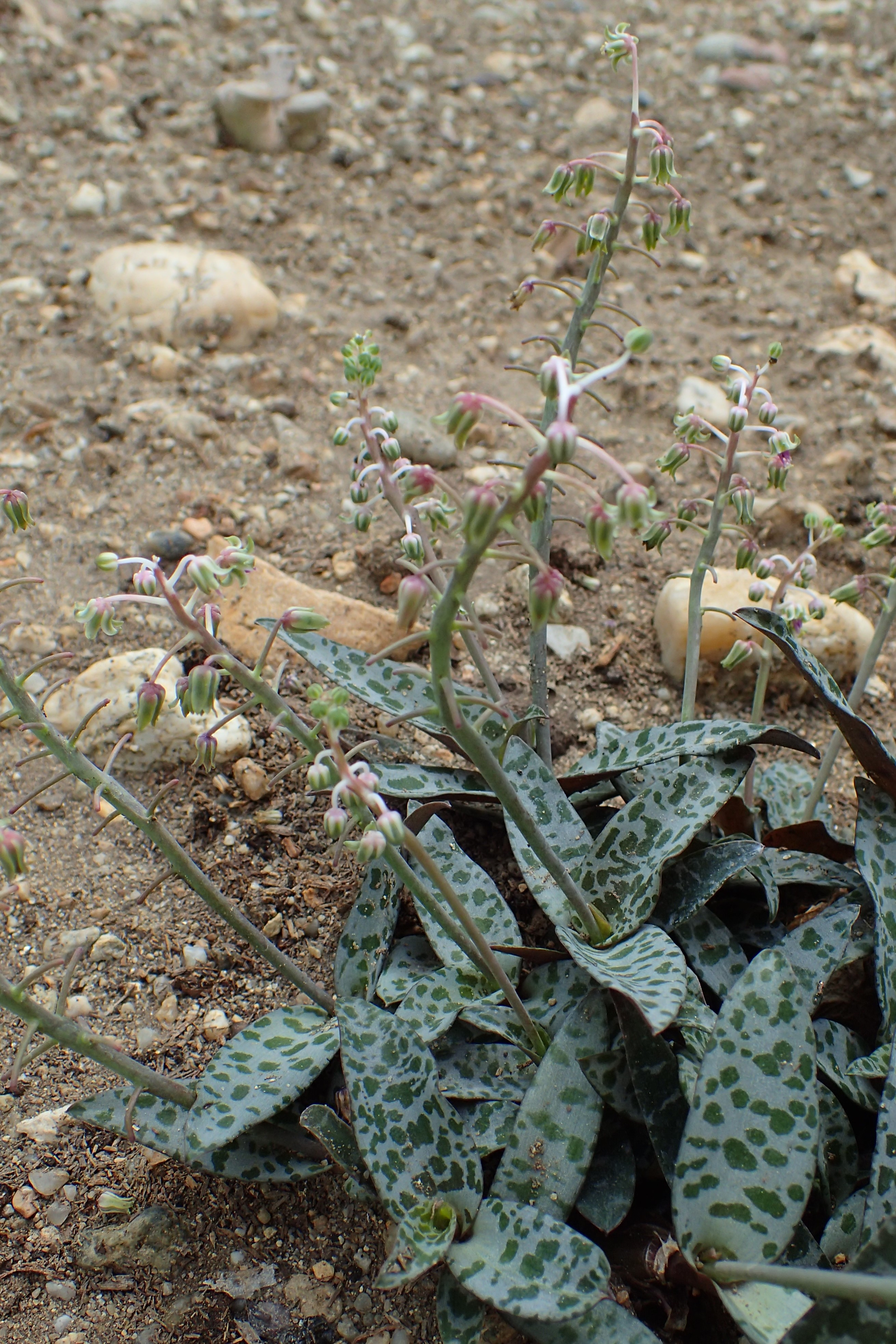
Ledebouria socialis

Ledebouria socialis je pěstována jako nenáročná pokojová rostlina a bývá běžnou součástí sbírek sukulentů. Rostliny jsou silně variabilní a pěstují se v nejrůznějších podobách, lišících se zejména tvarem a zbarvením listů. Některé druhy mají význam v africké či indické domorodé medicíně. Druh Ledebouria cooperi je používán jako laxativum a proti překyselení. Ledebouria revoluta slouží v tradiční indické medicíně Sidha jako expektorans, diuretikum a k posílení srdeční činnosti. Hlíza má poněkud podobný účinek na srdce jako náprstník. Z hlíz se také připravují masti na záněty, zranění a opařeniny.